# Hamilton Academical FC
Hamilton Academical is een Schotse voetbalclub uit Hamilton in South Lanarkshire.
De club werd in 1874 gesticht door studenten van de plaatselijke school Hamilton Academy. In november 1897 werd de club lid van de Football League.
The Accies bereikten twee keer de finale van de Schotse beker en verloor daarin tegen respectievelijk Celtic FC en Rangers FC.
In 1971 was Hamilton de eerste Britse club die spelers rekruteerde van achter het IJzeren Gordijn toen drie Poolse internationals bij de club tekenden. Eind jaren tachtig werden twee seizoenen in de hoogste klasse doorgebracht, waar in totaal meer dan 35 seizoenen werd gespeeld. In 1994 moest de club uit zijn oude stadion Douglas Park vertrekken en werd het gedwongen een veld te delen met de Albion Rovers en Partick Thistle de volgende jaren. Nu speelt de club in het New Douglas Park.
In 2000 zakte Hamilton Academical naar de 4de klasse, maar de club kon intussen opnieuw tot de 2de klasse klimmen. In 2008 keert de ploeg terug op het hoogste niveau na het behalen van het kampioenschap in de Scottish Football League First Division.

## Erelijst
- Scottish Football League First Division:

Winnaar (4): 1903/04, 1985/86, 1987/88, 2007/08
- Scottish Football League Third Division:

Winnaar (1): 2000/01
- Scottish Cup:

Runner-up (2): 1911, 1935
- Scottish League Challenge Cup:

Winnaar (2): 1991, 1992
Runner-up (2): 2005, 2012

## Eindklasseringen
| 16 |

| 3 |

| 10 |

| 6 |

| 7 |

| 9 |

| 2 |

| 16 |

| 3 |

| 11 |

| 11 |

| 10 |

| 7 |

| 4 |

| 6 |

| 13 |

| 4 |

| 13 |

| 2 |

| 18 |

| 4 |

| 11 |

| 15 |

| 19 |

| 18 |

| 19 |

| 8 |

| 3 |

| 4 |

| 9 |

| 10 |

| 7 |

| 5 |

| 7 |

| 7 |

| 7 |

| 9 |

| 9 |

| 4 |

| 1 |

| 12 |

| 1 |

| 10 |

| 6 |

| 6 |

| 3 |

| 5 |

| 4 |

| 6 |

| 9 |

| 2 |

| 8 |

| 9 |

| 10 |

| 1 |

| 5 |

| 8 |

| 2 |

| 7 |

| 3 |

| 4 |

| 1 |

| 9 |

| 7 |

| 12 |

| 4 |

| 5 |

| 2 |

| 7 |

| 10 |

| 11 |

| 10 |

| 10 |

| 11 |

| 12 |

| 6 |

| 9 |

| 2 |

| 10 |

| Niveau 1 | Niveau 2 | Niveau 3 | Niveau 4 |

| Periode    | Niveau 1                | Niveau 2              | Niveau 3            | Niveau 4            |
| 1893-1975  | Division One            | Division Two          | Division Three      | --                  |
| 1975-1998  | Premier Division        | First Division        | Second Division     | Third Division      |
| 1998-2013  | Scottish Premier League | First Division        | Second Division     | Third Division      |
| 2013-heden | Scottish Premiership    | Scottish Championship | Scottish League One | Scottish League Two |

| Seizoen   | №  | Clubs | Divisie        | Duels | Winst | Gelijk | Verlies | Doelsaldo | Punten | Tsch  |
| --------- | -- | ----- | -------------- | ----- | ----- | ------ | ------- | --------- | ------ | ----- |
| 2004–2005 | 7  | 10    | First Division | 36    | 12    | 11     | 13      | 35–36     | 47     | 2.103 |
| 2005–2006 | 3  | 10    | First Division | 36    | 15    | 14     | 7       | 53–39     | 59     | 1.717 |
| 2006–2007 | 4  | 10    | First Division | 36    | 14    | 11     | 11      | 46–47     | 53     | 1.715 |
| 2007–2008 | 1  | 10    | First Division | 36    | 23    | 7      | 6       | 62–27     | 76     | 2.468 |
| 2008–2009 | 9  | 12    | Premier League | 38    | 12    | 5      | 21      | 30–53     | 41     | 3.823 |
| 2009–2010 | 7  | 12    | Premier League | 38    | 13    | 10     | 15      | 39–46     | 49     | 3.005 |
| 2010–2011 | 12 | 12    | Premier League | 38    | 5     | 11     | 22      | 24–59     | 26     | 2.898 |
| 2011–2012 | 4  | 10    | First Division | 36    | 14    | 7      | 16      | 56–56     | 49     | 1.770 |
| 2012–2013 | 5  | 10    | First Division | 36    | 14    | 9      | 13      | 52–45     | 51     | 1.231 |
| 2013–2014 | 2  | 10    | Championship   | 36    | 19    | 10     | 7       | 68–41     | 67     | 1.436 |
| 2014–2015 | 7  | 12    | Premiership    | 38    | 15    | 8      | 15      | 50–53     | 53     | 2.877 |
| 2015–2016 | 10 | 12    | Premiership    | 38    | 11    | 10     | 17      | 42–63     | 43     | 3.027 |
| 2016–2017 | 11 | 12    | Premiership    | 38    | 7     | 14     | 17      | 37–56     | 35     | 2.439 |
| 2017–2018 | 10 | 12    | Premiership    | 38    | 9     | 6      | 23      | 47–68     | 33     | 3.029 |
| 2018–2019 | 10 | 12    | Premiership    | 38    | 9     | 6      | 23      | 28-75     | 33     | 2.829 |
| 2019–2020 | 11 | 12    | Premiership    | 30    | 6     | 9      | 15      | 30-50     | 27     | 2.565 |
| 2020–2021 | 12 | 12    | Premiership    | 38    | 7     | 9      | 22      | 34-67     | 30     | 0     |

## Records
- Hoogste aantal toeschouwers: 28 690 tegen Hearts in 1937
- Grootste overwinning: 11-1 tegen Chryston (1885)
- Zwaarste nederlaag: 1-11 tegen Hibernian (1965)
- Meeste goals in één seizoen: 35 van David Wilson in 1936/37

## Bekende (oud-)spelers
- Kemy Agustien
- David Carney
- Christopher Mandiangu

### Internationals
De navolgende Europese voetballers kwamen als speler van Hamilton Academical uit voor een vertegenwoordigend A-elftal. Tot op heden is Michael McGovern degene met de meeste interlands achter zijn naam. Hij kwam als speler van Hamilton Academical in totaal 14 keer uit voor het Noord-Ierse nationale elftal.
| Naam             | Van        | Tot        | Totaal | Nationaal elftal |
| ---------------- | ---------- | ---------- | ------ | ---------------- |
| Michael McGovern | 25.03.2015 | 25.06.2016 | 14     | Noord-Ierland    |
| Antons Kurakins  | 13.11.2015 | 29.03.2016 | 2      | Letland          |
| James King       | 17.09.1932 | 16.09.1933 | 2      | Schotland        |
| Robert Howe      | 26.05.1929 | 04.06.1929 | 2      | Schotland        |